# Phryxe quadrillum
Phryxe quadrillum là một loài ruồi trong họ Tachinidae.